# Platynus ambiens
Platynus ambiens är en skalbaggsart som beskrevs av Sharp 1903. Platynus ambiens ingår i släktet Platynus och familjen jordlöpare. Inga underarter finns listade i Catalogue of Life.